# Magnicourt-en-Comte
Magnicourt-en-Comte település Franciaországban, Pas-de-Calais megyében. Lakosainak száma 645 fő (2022. január 1.). Magnicourt-en-Comte La Comté, Bailleul-aux-Cornailles, Bajus, Chelers, Frévillers, Monchy-Breton és La Thieuloye községekkel határos.

## Népesség
A település népességének változása:
| Lakosok száma | 619  | 639  | 647  | 649  | 646  | 643  | 640  | 637  | 645  |
|               | 2013 | 2015 | 2016 | 2017 | 2018 | 2019 | 2020 | 2021 | 2022 |